# Oberholsten
Oberholsten ist ein Ortsteil der Stadt Melle im Landkreis Osnabrück in Niedersachsen. Der Ort bildete bis 1972 eine Gemeinde im damaligen Landkreis Melle und gehört heute zum Meller Stadtteil Oldendorf.

## Geographie
Oberholsten ist eine Streusiedlung im Norden von Melle. Im Norden grenzt der Ortsteil an das Gemeindegebiet von Bad Essen.

## Geschichte
Die Bauerschaft Oberholsten gehörte bis zu den Napoleonischen Kriegen zum Amt Grönenberg des Hochstifts Osnabrück. Von 1807 bis 1810 gehörte Oberholsten zum Kanton Buer des napoleonischen Satellitenstaats Königreich Westphalen. Von 1811 bis 1813 gehörte der Ort unmittelbar zu Frankreich und dort zur Mairie Oldendorf im Arrondissement Osnabrück des Departements der Oberen Ems. 1814 kam Oberholsten zum Königreich Hannover und gehörte dort wieder zum Amt Grönenberg. 1867 fiel Westerhausen mit dem gesamten Königreich Hannover an Preußen und seit 1885 gehörte die Gemeinde zum Landkreis Melle. Innerhalb des Landkreises Melle gehörte die Gemeinde zur Samtgemeinde Oldendorf. Am 1. Juli 1972 wurde Oberholsten im Rahmen der Gebietsreform in Niedersachsen Teil der Stadt Melle.

## Einwohnerentwicklung
| Jahr | Einwohner | Quelle |
| ---- | --------- | ------ |
| 1871 | 303       | [ 2 ]  |
| 1910 | 316       | [ 3 ]  |
| 1939 | 261       | [ 4 ]  |
| 1950 | 400       | [ 5 ]  |
| 1961 | 280       | [ 5 ]  |
| 1970 | 246       | [ 5 ]  |

## EXPO-Sternwarte
Am Rattinghauser Weg in Oberholsten befindet sich die EXPO-Sternwarte, eine der beiden Meller Volkssternwarten.

## Persönlichkeiten
Der Autor und Satiriker Dietmar Wischmeyer stammt aus Oberholsten.

## Vereine
- Männergesangverein Ober- und Niederholsten